# Piz Uffiern
Piz Uffiern är en bergstopp i Schweiz.   Den ligger i regionen Surselva och kantonen Graubünden, i den sydöstra delen av landet, 120 km öster om huvudstaden Bern. Toppen på Piz Uffiern är 3 151 meter över havet, eller 150 meter över den omgivande terrängen. Bredden vid basen är 0,84 km.
Terrängen runt Piz Uffiern är huvudsakligen bergig. Närmaste större samhälle är Disentis, 10,9 km norr om Piz Uffiern. 
Trakten runt Piz Uffiern består i huvudsak av gräsmarker. Runt Piz Uffiern är det mycket glesbefolkat, med 3 invånare per kvadratkilometer.